# Alexandru Crețu
Pour les articles homonymes, voir Cretu.
Alexandru Crețu, né le 24 avril 1992 à Pașcani, est un footballeur roumain. Il évolue au poste de milieu de terrain à Al-Wehda FC.

## Biographie
Alexandru Crețu reçoit plusieurs sélections avec les espoirs roumains. Il officie comme capitaine lors d'un match contre les Iles Féorés en mars 2014, et délivre une passe décisive face au Monténégro en septembre 2014.
Le 7 février 2015, il figure pour la première fois sur le banc des remplaçants de l'équipe nationale A, lors d'une rencontre amicale face à la Bulgarie (0-0).

## Palmarès
- NK Maribor
  - Champion de Slovénie en 2019.
  - Finaliste de la Coupe de Slovénie en 2019.